# Бой у Превезы (1911)
Бой у Превезы (ит. Battaglia di Prevesa) — первый морской бой во время Итало-турецкой войны. Пять итальянских эсминцев типа «Сольдато» встретились с 4 турецкими миноносцами и одним вспомогательным крейсером у греческого города Превеза. В течение продолжавшегося двух дней боя три турецкие миноносцы были потоплены, вспомогательный крейсер захвачен, береговые укрепления повреждены артиллерийским огнём с итальянских кораблей.
29 сентября 1911 года, сразу после начала войны, итальянский флот в Ионическом море приступил к поиску турецких военных кораблей. Около 16:00, через час после официального объявления войны, 5 итальянских эсминцев под командованием принца Луиджи Амедео заметили два вражеских миноносца вблизи Корфу и Превезы. Несмотря на численное преимущество итальянцев, турецкие корабли открыли огонь, но вскоре решили отойти, не нанеся ущерба противнику. Турецкий миноносец «Токат» двинулся на север, преследуемый тремя итальянскими эсминцами, а миноносец «Анталья» — на юг, преследуемый оставшимися двумя итальянскими кораблями.
После нескольких обменов залпами «Токат» сел на мель вблизи Никополя. В него попали 15 итальянских снарядов, в результате чего корабль загорелся и был полностью уничтожен последующим огнём с итальянских кораблей. Погибли 9 членов экипажа, в том числе командир корабля. Миноносцу «Анталья» удалось уйти от преследователей без повреждений. В этой первой схватке итальянцы выпустили около сотни 76-мм снарядов.
Три эсминца продолжили патрулирование, в то время как «Артильере» и «Корацьере» отправились в Превезу, куда прибыли через несколько часов. Ночью с «Корацьере» тайно высадился на берег офицер, чтобы разведать турецкие укрепления перед атакой, которая была запланирована на следующее утро. В порту находились два других турецких миноносца («Арпагот» и «Гамид-Абад»). Сам город защищала старая крепость «Агиос Андреас» (греч. Κάστρο του Αγίου Αντρέα), в которой было 25 современных орудий.
Когда на следующий день, 30 сентября, началась атака, итальянцы сосредоточили свой огонь на турецких миноносцах, которые были быстро потоплены. Члены экипажей турецких кораблей спаслись, покинув свои корабли.
На противоположной стороне порта находился вспомогательный крейсер (бывшая яхта) «Тараблус», севший на мель. Итальянские моряки захватили его, невзирая на обстрел с берега гражданскими турками. «Корацьере» открыл огонь и разогнал их.
Турецкие войска в крепости были застигнуты врасплох итальянской атакой и ничем не смогли помочь. Итальянцы произвели 27 артиллерийских залпов по крепости и сильно повредили стену, обращённую к морю. После 45-минутного боя два итальянских эсминца ушли со своим трофеем на буксире.